# Osu-myeon
Osu-myeon (koreanska: 오수면) är en socken i kommunen Imsil-gun i provinsen Norra Jeolla i den centrala delen av Sydkorea, 230 km söder om huvudstaden Seoul.